# New Quay
New Quay (wal. Cei Newydd) – miasteczko rybackie i kurort nadmorski nad zatoką Cardigan, w hrabstwie Ceredigion w Walii (Wielka Brytania).